# Eleuthera (Bahamas)
Eleuthera è un'isola delle Bahamas, situata 80 km a est di Nassau. Ha una forma molto allungata e sottile, con una lunghezza di 180 km e una larghezza che si attesta fra 1 e 2 km. Secondo il censimento del 2000 la popolazione di Eleuthera era di circa 8.000 persone. Il nome di "Eleuthera" deriva dalla forma plurale femminile della parola greca ελεύθερος-ελεύθερη (eleutheros-eleftheri), "libere".
Le coste dell'isola variano da spiagge sabbiose o formate da piccoli sassolini, a grandi affioramenti di antiche barriere coralline. Il versante orientale dell'isola s'affaccia sull'Oceano Atlantico, mentre il lato ovest dà sul  Grande banco delle Bahamas.
L'originale popolazione di Taino, o Arawaks, fu in gran parte deportata dagli spagnoli dal 1550 nelle miniere di Hispaniola, dove morirono in gran parte. L'isola si crede sia stata disabitata fino all'arrivo dei primi coloni europei (pellegrini puritani) arrivati nel 1648 da Bermuda. Questi coloni, noti come "avventurieri Eleutheriani”, diedero l'attuale nome all'isola.
L'isola è stata molto prospera nel periodo dal 1950 al 1980 in cui attirò importanti industriali americani e stelle del cinema.
I principali insediamenti sono Governor's Harbour (la capitale amministrativa), Rock Sound, Tarpum Bay, Harbour Island con le sue spiagge di sabbia rosa.